# Liste de catastrophes en Belgique

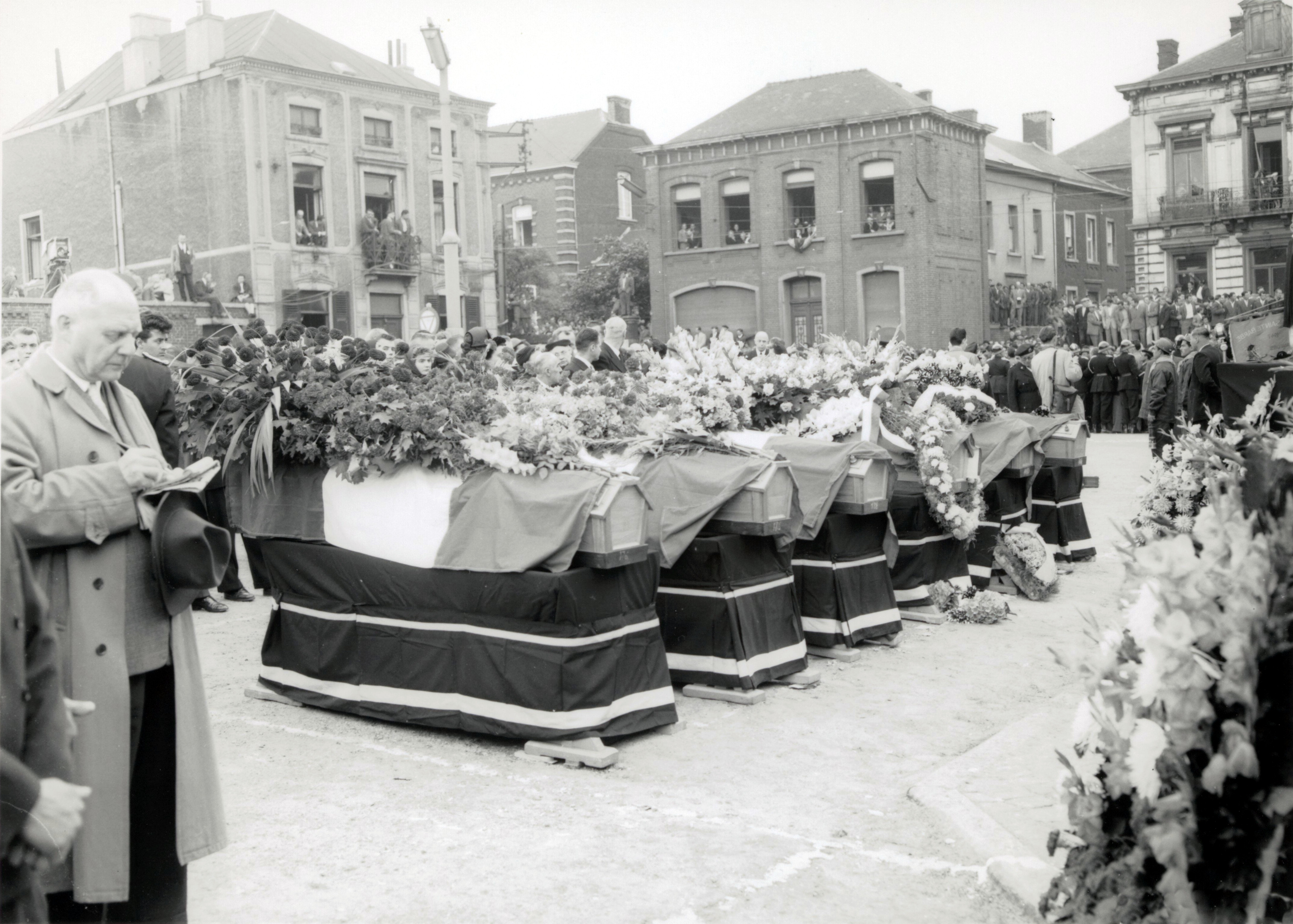
La catastrophe du Bois du Cazier à Marcinelle, le 8 aout 1956 reste à ce jour la catastrophe la plus meurtrière de Belgique en temps de paix (262 morts).

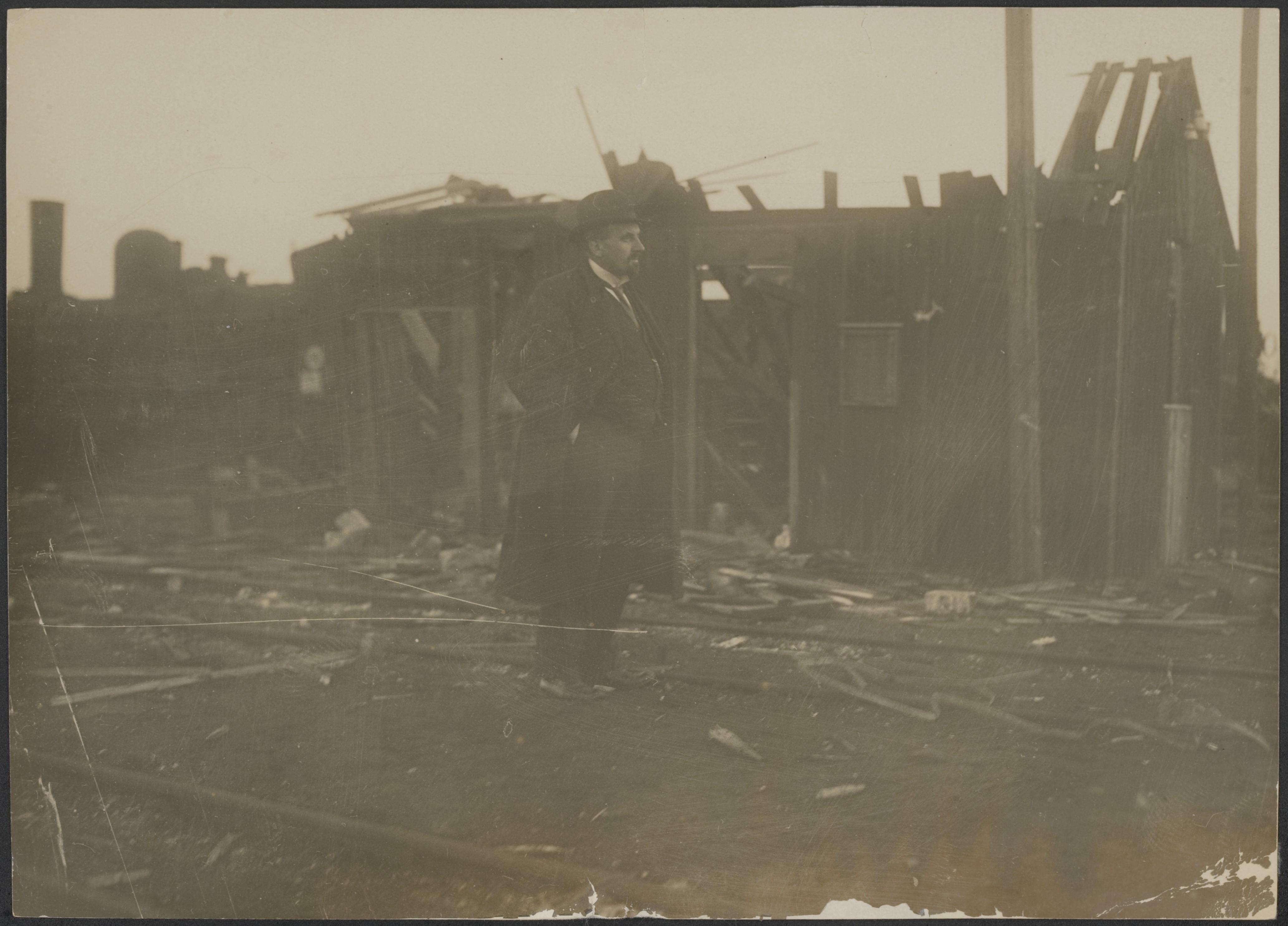
Avec un chiffre estimé de 1007 morts, la catastrophe d'Hamont est la catastrophe la plus meurtrière tous contextes confondus en Belgique.

Cet article présente, de manière non exhaustive, une liste des principales catastrophes survenues en Belgique ou ayant affecté le Royaume de manière notable.

## Catastrophes survenues sur le territoire belge

### Avant 1830
Cette partie comprend les catastrophes survenues avant la création officielle du Royaume de Belgique tel qu'il existe aujourd'hui.
| Date | Nom | Lieu | Province | Catégorie | Morts | Blessés |
| ---- | --- | ---- | -------- | --------- | ----- | ------- |

### De 1830 à 1914
Cette partie s'étend de la naissance de la Belgique jusqu'à la Première Guerre mondiale, non-incluse.
| Date               | Nom                                                             | Lieu          | Province                        | Catégorie            | Morts        | Blessés |
| ------------------ | --------------------------------------------------------------- | ------------- | ------------------------------- | -------------------- | ------------ | ------- |
| 18 février 1839    | Effondrement d'une école                                        | Beringen      | Province de Limbourg            | Effondrement         | 12 (enfants) |         |
| 16 avril 1839      | Coup de grisou au puits n°12 de la société Crachet-Picquery     | Frameries     | Province de Hainaut             | Accident minier      | 28           |         |
| 3 mai 1839         | Coup de grisou à la mine Saint-Henri au Bayemont                | Jumet         | Province de Hainaut             | Accident minier      | 14           |         |
| 4 juin 1839        | Inondations de Borgt                                            | Borgt (nl)    | Province de Brabant             | Inondation           | 74           |         |
| 21 novembre 1841   | Effondrement dans la mine de Pâturages                          | Pâturages     | Province de Hainaut             | Accident minier      | 28           |         |
| 5 mai 1845         | Explosion à la fosse d'en bas                                   | Boussu        | Province de Hainaut             | Accident minier      | 63           |         |
| 22 mars 1847       | Accident minier du puits de Sauwartan                           | Dour          | Province de Hainaut             | Accident minier      | 57           |         |
| 22 mars 1850       | Accident à la mine des 24 Actions                               | Huissignies   | Province de Hainaut             | Accident minier      | 74           |         |
| 6 mars 1852        | Catastrophe minière du Longterne                                | Élouges       | Province de Hainaut             | Accident minier      | 71           |         |
| 31 mai 1858        | Accident ferroviaire sur la ligne 118                           | Havré         | Province de Hainaut             | Accident ferroviaire | 26           |         |
| 7 septembre 1859   | Asphyxie dans le puits Sainte-Catherine                         | Dour          | Province de Hainaut             | Accident minier      | 61           |         |
| 9 janvier 1864     | Effondrement des établissements Van de Kerckhove                | Gand          | Province de Flandre-Orientale   | Effondrement         | 7            |         |
| 24 juin 1868       | Explosion de nitroglycérine dans une carrière                   | Quenast       | Province de Brabant             | Explosion            | 10           |         |
| 1er septembre 1873 | Accident ferroviaire de Mirwart                                 | Mirwart       | Province de Luxembourg          | Accident ferroviaire | 8            | 15      |
| 16 décembre 1875   | Accident minier à la Cour de l’Agrappe                          | Frameries     | Province de Hainaut             | Accident minier      | 112          |         |
| 17 avril 1879      | Coup de gisou dans la mine de l’Agrappe                         | Frameries     | Province de Hainaut             | Accident minier      | 121          |         |
| 1er avril 1880     | Coup de gisou au Bois-de-la-Haye                                | Anderlues     | Province de Hainaut             | Accident minier      | 49           |         |
| 4 mars 1887        | Explosion de poussière au puits de la Boule Sainte-Désirée      | Quaregnon     | Province de Hainaut             | Accident minier      | 113          |         |
| 3 février 1889     | Accident ferroviaire de Groenendael (nl)                        | Groenendael   | Province de Brabant             | Accident ferroviaire | 22           | 40      |
| 29 mars 1889       | Collision entre le Comtesse de Flandres et le Prinses Henriette | Mer du Nord   | Province de Flandre-Occidentale | Accident maritime    | 19           |         |
| 6 septembre 1889   | Explosion d'une usine de poudre noire                           | Austruweel    | Province d'Anvers               | Explosion            | 96           |         |
| 6 octobre 1895     | Accident ferroviaire de Céroux-Mousty                           | Céroux-Mousty | Province de Brabant             | Accident ferroviaire | 17           | 50      |
| 19 février 1899    | Accident ferroviaire à la gare de Forest-Midi                   | Forest        | Province de Brabant             | Accident ferroviaire | 23           |         |
| 29 mars 1899       | Collision entre un ferry et une passerelle                      | Anvers        | Province d'Anvers               | Accident maritime    | 40           |         |
| 7 octobre 1904     | Explosion au fort Sint-Marie (nl)                               | Kallo         | Province de Flandre-Orientale   | Explosion            | 11           |         |

### De 1914 à 1945
Cette partie comprend la Première Guerre mondiale, l'entre-deux guerres et la Seconde Guerre mondiale.
Parmi ces catastrophes se trouvent, donc, bon nombre de catastrophes en temps de guerre.
| Date              | Nom                                              | Lieu                        | Province                        | Catégorie            | Morts | Blessés |
| ----------------- | ------------------------------------------------ | --------------------------- | ------------------------------- | -------------------- | ----- | ------- |
| 7 juin 1915       | Crash du zepelin LZ 37 (en)                      | Mont-Saint-Amand            | Province de Flandre-Orientale   | Accident aérien      | 10    | 3       |
| 18 novembre 1918  | Catastrophe d'Hamont                             | Hamont                      | Province de Limbourg            | Explosion            | 1007  |         |
| 17 avril 1929     | Accident ferroviaire de Hal                      | Hal                         | Province de Brabant             | Accident ferroviaire | 11    | 49      |
| 19 juin 1929      | Accident ferroviaire à Grammont                  | Grammont                    | Province de Flandre-Orientale   | Accident ferroviaire | 9     | 20      |
| 10 décembre 1929  | Accident ferroviaire à Namur                     | Namur                       | Province de Namur               | Accident ferroviaire | 10    | 70      |
| 1er décembre 1930 | Brouillards toxiques dans la vallée de la Meuse  | Liège et vallée de la Meuse | Province de Liège               | Pollution            | 63    |         |
| 3 décembre 1931   | Accident ferroviaire à Wavre-Sainte-Catherine    | Wavre-Sainte-Catherine      | Province d'Anvers               | Accident ferroviaire | 3     | 23      |
| 28 mars 1933      | Crash du vol Imperial Airways Bruxelles-Londres  | Dixmude                     | Province de Flandre-Occidentale | Accident aérien      | 15    |         |
| 28 juillet 1937   | Crash du vol KLM Bruxelles-Paris                 | Brages                      | Province de Brabant             | Accident aérien      | 15    |         |
| 16 novembre 1937  | Accident aérien d'Ostende (1937)                 | Ostende                     | Province de Flandre-Occidentale | Accident aérien      | 12    |         |
| 14 mars 1939      | Crash du vol Sabena Londres-Bruxelles            | Woluwe-Saint-Etienne        | Province de Brabant             | Accident aérien      | 3     |         |
| 31 août 1939      | Accident ferroviaire du pont-rails du Val-Benoît | Liège                       | Province de Liège               | Accident ferroviaire | 12    | 80      |
| 14 novembre 1940  | Accident ferroviaire à Diegem                    | Diegem                      | Province de Brabant             | Accident ferroviaire | 21    | 79      |
| 3 janvier 1941    | Accident ferroviaire de Villers-la-Tour          | Villers-la-Tour             | Province de Hainaut             | Accident ferroviaire | 8     | 26      |
| 9 janvier 1942    | Accident ferroviaire à Saint-Denis-Bovesse       | Saint-Denis                 | Province de Namur               | Accident ferroviaire | 7     |         |
| 14 avril 1942     | Catastrophe de Tessenderlo                       | Tessenderlo                 | Province de Limbourg            | Explosion            | 189   | 900     |
| 3 décembre 1943   | Accident ferroviaire de Lisp                     | Lisp                        | Province d'Anvers               | Accident ferroviaire | 24    | 63      |

### de 1946 à nos jours
Cette partie s'étend de la fin de la Seconde Guerre mondiale jusqu'à nos jours.
| Date              | Nom                                                | Lieu                                | Province                                          | Catégorie                | Morts | Blessés |
| ----------------- | -------------------------------------------------- | ----------------------------------- | ------------------------------------------------- | ------------------------ | ----- | ------- |
| 7 mai 1946        | Accident minier de Sacré-Français                  | Dampremy                            | Province de Hainaut                               | Accident minier          | 16    |         |
| 4 octobre 1947    | Accident ferroviaire à Meix-devant-Virton          | Meix-devant-Virton                  | Province de Luxembourg                            | Accident ferroviaire     | 5     | 5       |
| 24 novembre 1947  | Incendie du Ministère de l’Éducation               | Bruxelles                           | Région de Bruxelles-Capitale                      | Incendie                 | 17    | 40      |
| 1er juillet 1948  | Crash du vol Milan-Bruxelles d'Avio Linee Italiane | Keerbergen                          | Province de Brabant                               | Accident aérien          | 8     |         |
| 11 mai 1950       | Catastrophe minière de Trazegnies                  | Trazegnies                          | Province de Hainaut                               | Accident minier          | 39    |         |
| 23 février 1951   | Naufrage du chalutier Duc de Normandie             | Nieuport                            | Province de Flandre-Occidentale                   | Accident maritime        | 23    | 1       |
| 17 avril 1952     | Accident au Puits du pêchon                        | Couillet                            | Province de Hainaut                               | Accident minier          | 10    |         |
| 8 juillet 1952    | Accident du tunnel de la Soor                      | Baelen                              | Province de Liège                                 | Catastrophe naturelle    | 8     |         |
| 21 novembre 1952  | Accident au charbonnage de Zwartberg               | Zwartberg                           | Province de Limbourg                              | Accident minier          | 13    |         |
| 13 janvier 1953   | Accident du puits Marcasse de l’Escouffiaux        | Wasmes                              | Province de Hainaut                               | Accident minier          | 17    |         |
| 1er février 1953  | Inondations de 1953                                | Littoral belge et rives de l'Escaut | Province de Flandre-Occidentale Province d'Anvers | Catastrophe naturelle    | 28    |         |
| 26 septembre 1953 | Accident du Charbonnage de l'Espérance             | Baudour                             | Province de Liège                                 | Accident minier          | 22    |         |
| 26 septembre 1953 | Accident ferroviaire à Jemeppe-sur-Sambre          | Jemeppe-sur-Sambre                  | Province de Namur                                 | Accident ferroviaire     | 4     | 217     |
| 24 octobre 1953   | Coup de grisou du charbonnage du Many              | Seraing                             | Province de Liège                                 | Accident minier          | 26    | 14      |
| 26 novembre 1954  | Crash d'un avion de chasse à l'aéroport de Liège   | Bierset                             | Province de Liège                                 | Accident aérien          | 13    |         |
| 2 décembre 1954   | Accident ferroviaire de Wilsele                    | Wilsele                             | Province de Brabant                               | Accident ferroviaire     | 20    | 40      |
| 3 avril 1955      | Incendie du cinéma Rio                             | Sclessin                            | Province de Liège                                 | Incendie                 | 39    |         |
| 8 février 1956    | Accident de la mine du Rieu du Cœur                | Quaregnon                           | Province de Hainaut                               | Accident minier          | 8     |         |
| 8 août 1956       | Catastrophe du Bois du Cazier                      | Marcinelle                          | Province de Hainaut                               | Accident minier          | 262   |         |
| 11 août 1958      | Accident routier à Tongres                         | Tongres                             | Province de Limbourg                              | Accident routier         | 5     |         |
| 23 décembre 1958  | Effondrement de la champignonnière de Roosburg     | Sichem-Sussen-et-Bolré              | Province de Limbourg                              | Accident minier          | 18    |         |
| 23 janvier 1959   | Accident de bus à Boninne                          | Boninne                             | Province de Namur                                 | Accident routier         | 5     | 9       |
| 3 février 1961    | Catastrophe de Jupille                             | Moulins-sous-Fléron                 | Province de Liège                                 | Glissement de terrain    | 11    |         |
| 15 février 1961   | Vol 548 de la Sabena                               | Berg                                | Province de Brabant                               | Accident aérien          | 75    | 1       |
| 12 décembre 1961  | Accident aérien de Montignies-Lez-Lens             | Montignies-Lez-Lens                 | Province de Hainaut                               | Accident aérien          | 13    |         |
| 1er mai 1962      | Accident de bus à Comines-Warneton                 | Comines-Warneton                    | Province de Hainaut                               | Accident routier         | 14    | 55      |
| 11 mai 1962       | Eboulement de la mine de Petit-Try                 | Lambusart                           | Province de Hainaut                               | Accident minier          | 6     |         |
| 17 septembre 1962 | Effondrement du bâtiment de l'INS                  | Bruxelles                           | Région de Bruxelles-Capitale                      | Effondrement             | 28    | ?       |
| 28 mai 1964       | Incendie du château de Wégimont                    | Wégimont                            | Province de Liège                                 | Incendie                 | 17    |         |
| 24 février 1965   | Incendie du Gai Séjour                             | Bruxelles                           | Région de Bruxelles-Capitale                      | Incendie                 | 15    | 10      |
| 25 avril 1966     | Catastrophe de Walfergem                           | Walfergem                           | Province de Brabant                               | Accident routier         | 10    |         |
| 28 mai 1966       | Incendie à Dentergem                               | Dentergem                           | Province de Flandre-Occidentale                   | Incendie                 | 5     |         |
| 22 octobre 1966   | Incendie rue de la Fenderie                        | Charleroi                           | Province de Hainaut                               | Explosion                | 9     | 7       |
| 24 octobre 1966   | Explosion de l'usine Metallurgia                   | Malines                             | Province de Brabant                               | Explosion                | 6     | 70      |
| 13 novembre 1966  | Effondrement du Pont de Pulle                      | Pulle                               | Province d'Anvers                                 | Effondrement             | 2     | 17      |
| 13 février 1967   | Incendie du Val Vert                               | Itterbeek                           | Province de Brabant                               | Incendie                 | 21    | 49      |
| 22 mai 1967       | Incendie de l'Innovation                           | Bruxelles                           | Région de Bruxelles-Capitale                      | Incendie                 | 251   | 62      |
| 25 mai 1967       | Effondrement du pont de Hauster                    | Vaux-sous-Chèvremont                | Province de Liège                                 | Effondrement             | 5     | 2       |
| 25 juin 1967      | Tornade d'Oostmalle                                | Oostmalle                           | Province d'Anvers                                 | Catastrophe naturelle    | 7     |         |
| 21 août 1967      | Catastrophe de Martelange                          | Martelange                          | Province de Luxembourg                            | Accident routier         | 22    | 47      |
| 4 octobre 1967    | Accident ferroviaire de Fexhe-le-Haut-Clocher      | Fexhe-le-Haut-Clocher               | Province de Liège                                 | Accident ferroviaire     | 12    | 76      |
| 25 mars 1969      | Accident ferroviaire de La Louvière                | La Louvière                         | Province de Hainaut                               | Accident ferroviaire     | 15    | 100     |
| 10 juin 1969      | Déminage d'une bombe à Ostdunkerque                | Ostdunkerque                        | Province de Flandre-Occidentale                   | Explosion                | 7     |         |
| 15 juillet 1969   | Accident routier de Dinant                         | Dinant                              | Province de Namur                                 | Accident routier         | 21    | 4       |
| 16 avril 1970     | Incendie de l'usine Bowater-Philips (nl)           | Gand                                | Province de Flandre-Orientale                     | Incendie                 | 7     | 25      |
| 2 octobre 1971    | Crash du vol BEA 706                               | Aersele                             | Province de Flandre-Occidentale                   | Accident aérien          | 63    |         |
| 8 novembre 1972   | Coup de grisou au Puits du pêchon                  | Couillet                            | Province de Hainaut                               | Accident minier          | 6     |         |
| 23 janvier 1974   | Incendie de l'internat d'Heusden-Zolder            | Heusden-Zolder                      | Province de Limbourg                              | Incendie                 | 23    | 2       |
| 15 août 1974      | Accident ferroviaire de Luttre                     | Luttre                              | Province de Hainaut                               | Accident ferroviaire     | 18    | 48      |
| 6 novembre 1974   | Accident entre un train et un bus scolaire         | Kortemark                           | Province de Flandre-Occidentale                   | Accident ferroviaire     | 6     |         |
| 10 février 1975   | Explosion à l'Union Carbide                        | Anvers                              | Province d'Anvers                                 | Explosion                | 6     | 13      |
| 30 avril 1975     | Accident d’un hélicoptère de la protection civile  | Walem                               | Province d'Anvers                                 | Accident aérien          | 5     |         |
| 13 novembre 1975  | Collision maritime entre le Bowstream et l'Ibis    | Zeebruges                           | Province de Flandre-Occidentale                   | Accident maritime        | 5     |         |
| 1er janvier 1976  | Incendie du "6-9"                                  | La Louvière                         | Province de Hainaut                               | Incendie                 | 15    | 17      |
| 27 juin 1976      | Accident ferroviaire de Neufvilles                 | Neufvilles                          | Province de Hainaut                               | Accident ferroviaire     | 11    | 38      |
| 21 mai 1977       | Incendie de l'hôtel des Ducs de Brabant            | Bruxelles                           | Région de Bruxelles-Capitale                      | Incendie                 | 19    | ?       |
| 24 décembre 1977  | Tempêtes de 1977                                   | Ensemble du territoire              | Belgique                                          | Catastrophe naturelle    | 7     |         |
| 13 juillet 1982   | Accident ferroviaire d'Aalter                      | Aalter                              | Province de Flandre-Orientale                     | Accident ferroviaire     | 5     | 30      |
| 26 avril 1982     | Effondrement d'un immeuble à Bruxelles             | Bruxelles                           | Région de Bruxelles-Capitale                      | Effondrement             | 14    |         |
| 8 novembre 1983   | Séisme de 1983 à Liège                             | Liège                               | Province de Liège                                 | Catastrophe naturelle    | 2     |         |
| 27 novembre 1983  | Tempêtes de 1983                                   | Ensemble du territoire              | Belgique                                          | Catastrophe naturelle    | 12    |         |
| 24 février 1984   | Incendie du cinéma Le Capitole                     | Bruxelles                           | Région de Bruxelles-Capitale                      | Incendie                 | 5     |         |
| 8 mars 1984       | Coup de grisou au Charbonnages d'Eisden            | Eisden                              | Province de Limbourg                              | Accident minier          | 7     |         |
| 1er mai 1985      | Attentats communistes                              | Bruxelles                           | Région de Bruxelles-Capitale                      | Attentat                 | 3     | 2       |
| 29 mai 1985       | Drame du Heysel                                    | Bruxelles                           | Région de Bruxelles-Capitale                      | Hooliganisme, Bousculade | 39    | 450     |
| 17 août 1986      | Accident de bus à Stavelot                         | Stavelot                            | Province de Liège                                 | Accident routier         | 8     | 42      |
| 6 mars 1987       | Naufrage du Herald of Free Enterprise              | Mer du Nord, au large de Zeebruges  | Province de Flandre-Occidentale                   | Accident maritime        | 193   |         |
| 17 mai 1987       | Collision aérienne de Sint-Niklaas                 | Nieuwkerken-Waas                    | Province de Flandre-Orientale                     | Accident aérien          | 9     |         |
| 24 août 1987      | Inondations du bassin de la Biesme                 | Gerpinnes                           | Province de Hainaut                               | Catastrophe naturelle    | 3     |         |
| 4 juillet 1989    | Accident aérien de Courtrai                        | Kooigem                             | Province de Flandre-Occidentale                   | Accident aérien          | 1     |         |
| 3 décembre 1989   | Explosion d'un stand de tir à Jette                | Jette                               | Région de Bruxelles-Capitale                      | Explosion                | 13    |         |
| 25 janvier 1990   | Tempêtes de l'hiver 1990 en Belgique               | Ensemble du territoire              | Belgique                                          | Catastrophe naturelle    | 11    | 40      |
| 2 juin 1990       | Collision en vol d'Anvers                          | Aéroport d'Anvers                   | Province d'Anvers                                 | Accident aérien          | 4     | 0       |
| 5 octobre 1991    | Accident ferroviaire du Li Trimbleu                | Dalhem                              | Province de Liège                                 | Accident ferroviaire     | 7     | 11      |
| 3 juin 1993       | Accident du pétrolier ''British Trent''            | Ostende                             | Province de Flandre-Occidentale                   | Accident maritime        | 9     | 27      |
| 1er mars 1994     | Explosion à Berchem-Sainte-Agathe                  | Berchem-Sainte-Agathe               | Région de Bruxelles-Capitale                      | Explosion                | 6     |         |
| 31 décembre 1994  | Incendie du Switel                                 | Anvers                              | Province d'Anvers                                 | Incendie                 | 15    | 168     |
| 18 juin 1995      | Explosion d'Eynatten                               | Eynatten                            | Province de Liège                                 | Explosion                | 16    | 3       |
| 27 février 1996   | Accident routier de Nazareth                       | Nazareth                            | Province de Flandre-Occidentale                   | Accident routier         | 10    | 56      |
| 4 janvier 1997    | Explosion de gaz à Theux                           | Theux                               | Province de Liège                                 | Explosion                | 2     | 2       |
| 26 juillet 1997   | Accident aérien d'Ostende (1997)                   | Ostende                             | Province de Flandre-Occidentale                   | Accident aérien          | 10    | 50      |
| 29 janvier 1998   | Accident routier à Rekkem                          | Rekkem                              | Province de Flandre-Occidentale                   | Accident routier         | 8     | 10      |
| 22 avril 1998     | Accident routier à Aarschot                        | Aarschot                            | Province du Brabant flamand                       | Accident routier         | 5     | 2       |
| 29 juin 1998      | Accident de camion à Stavelot                      | Stavelot                            | Province de Liège                                 | Accident routier         | 2     | 71      |
| 27 mars 2001      | Accident ferroviaire de Pécrot                     | Pécrot                              | Province du Brabant wallon                        | Accident ferroviaire     | 8     | 12      |
| 20 février 2003   | Incendie de la Tour des Mésanges                   | Mons                                | Province de Hainaut                               | Incendie                 | 7     | 27      |
| 20 décembre 2003  | Accident routier d'Hensies                         | Hensies                             | Province de Hainaut                               | Accident routier         | 11    | 37      |
| 30 juillet 2004   | Catastrophe de Ghislenghien                        | Ghislenghien                        | Province de Hainaut                               | Explosion                | 24    | 132     |
| 10 février 2005   | Accident ferroviaire de Diepenbeek                 | Diepenbeek                          | Province de Limbourg                              | Accident ferroviaire     | 5     |         |
| 28 juin 2009      | Accident routier de Soignies                       | Soignies                            | Province de Hainaut                               | Accident routier         | 5     |         |
| 6 août 2009       | Incendie d'une maison de retraite à Melle          | Melle                               | Province de Flandre-Orientale                     | Incendie                 | 9     | 3       |
| 27 janvier 2010   | Explosion de gaz de Liège                          | Liège                               | Province de Liège                                 | Explosion                | 14    | 20      |
| 15 février 2010   | Accident ferroviaire de Buizingen                  | Buizingen                           | Province du Brabant flamand                       | Accident ferroviaire     | 19    | 162     |
| 18 août 2011      | Tempête lors du festival Pukkelpop                 | Hasselt                             | Province de Limbourg                              | Catastrophe naturelle    | 5     | 70      |
| 20 décembre 2012  | Accident routier du port de Zeebruges              | Zeebruges                           | Province de Flandre-Orientale                     | Accident routier         | 5     |         |
| 9 février 2013    | Crash d'un Cessna à l’aéroport de Charleroi        | Charleroi                           | Province de Hainaut                               | Accident aérien          | 5     |         |
| 14 avril 2013     | Accident de bus à Ranst                            | Ranst                               | Province d'Anvers                                 | Accident routier         | 5     |         |
| 4 mai 2013        | Accident ferroviaire de Schellebelle               | Schellebelle                        | Province de Flandre-Orientale                     | Accident ferroviaire     | 1     | 17      |
| 19 octobre 2013   | Accident aérien de Namur                           | Fernelmont                          | Province de Namur                                 | Accident aérien          | 11    |         |
| 3 décembre 2013   | Accident routier à Zonnebeke                       | Zonnebeke                           | Province de Flandre-Occidentale                   | Accident routier         | 2     | 62      |
| 5 juin 2016       | Accident ferroviaire de Saint-Georges-sur-Meuse    | Saint-Georges-sur-Meuse             | Province de Liège                                 | Accident ferroviaire     | 3     | 10      |
| 27 novembre 2017  | Accident ferroviaire de Morlanwelz                 | Morlanwelz                          | Province de Hainaut                               | Accident ferroviaire     | 2     | 5       |
| 18 juin 2021      | Effondrement d'une école à Anvers                  | Anvers                              | Province d'Anvers                                 | Effondrement             | 5     |         |
| 15 juillet 2021   | Inondations de juillet 2021                        | Ensemble du territoire              | Belgique                                          | Catastrophe naturelle    | 39    |         |
| 31 décembre 2021  | Effondrement d'un bâtiment à Turnhout              | Turnhout                            | Province d'Anvers                                 | Effondrement             | 4     | 2       |
| 20 mars 2022      | Accident du carnaval de Strépy-Bracquegnies        | Strépy-Bracquegnies                 | Province de Hainaut                               | Accident routier         | 7     | 38      |
| 16 juillet 2022   | Incendie d'une maison                              | Le Roeulx                           | Province de Hainaut                               | Incendie                 | 5     |         |
| 24 juin 2024      | Incendie de la Tour Kennedy                        | Liège                               | Province de Liège                                 | Incendie                 | 3     | 12      |

## Catastrophes survenues hors du territoire national
Cette partie reprend les catastrophes survenues hors du territoire belge mais ayant affecté la Belgique ou un bon nombre de Belges de manière notoire.
| Date              | Nom                                                      | Lieu                         | Pays                             | Catégorie        | Morts | Blessés |
| ----------------- | -------------------------------------------------------- | ---------------------------- | -------------------------------- | ---------------- | ----- | ------- |
| 10 décembre 1935  | Crash du vol Bruxelles-Londres (1935)                    | Tatsfield                    | Angleterre                       | Accident aérien  | 11    |         |
| 26 janvier 1937   | Crash d'un SABACA S 73 de la Sabena                      | Aéroport d'Oran              | Algérie                          | Accident aérien  | 12    |         |
| 10 octobre 1938   | Crash du vol Sabena de Düsseldorf à Berlin               | Soest                        | Allemagne                        | Accident aérien  | 20    |         |
| 17 septembre 1946 | Crash du vol Bruxelles-New-York                          | Gander                       | Canada                           | Accident aérien  | 27    | 17      |
| 24 décembre 1947  | Crash d'un Lockheed L-18 Lodestar de la Sabena           | Mitwaba                      | République démocratique du Congo | Accident aérien  | 5     |         |
| 2 mars 1948       | Crash du vol Bruxelles-Londres (1948)                    | Aéroport de Londres-Heathrow | Angleterre                       | Accident aérien  | 22    | 0       |
| 13 mai 1948       | Crash du vol Léopoldville-Bruxelles                      | Singa-Betina                 | République démocratique du Congo | Accident aérien  | 31    | 1       |
| 31 août 1948      | Crash du vol Manono-Élizabethville                       | Kimbwe                       | République démocratique du Congo | Accident aérien  | 13    |         |
| 27 août 1949      | Crash du vol Sabena entre Léopoldville et Elizabethville | Aéroport de Léopoldville     | République démocratique du Congo | Accident aérien  | 5     |         |
| 18 décembre 1949  | Crash du vol Sabena de Paris à Bruxelles                 | Aulnay-sous-Bois             | France                           | Accident aérien  | 8     | 0       |
| 4 février 1952    | Crash du vol Sabena 425                                  | Kikwit                       | République démocratique du Congo | Accident aérien  | 16    |         |
| 14 octobre 1953   | Crash du vol Salzbourg-Bruxelles                         | Kelsterbach                  | Allemagne                        | Accident aérien  | 44    | 0       |
| 13 février 1955   | vol Sabena 503                                           | Mont Terminillo              | Italie                           | Accident aérien  | 29    | 0       |
| 18 mai 1958       | Crash du vol Bruxelles-Léopoldville                      | Aéroport de Casablanca-Anfa  | Maroc                            | Accident aérien  | 61    | 4       |
| 13 juillet 1968   | Crash du vol Sabena 712                                  | Aéroport de Lagos            | Nigeria                          | Accident aérien  | 7     | 0       |
| 13 mars 2012      | Accident du tunnel de Sierre                             | Sierre                       | Suisse                           | Accident routier | 28    | 24      |